# 維克 (挪威)
維克（挪威語：Vik）是挪威的一個市镇，位於韦斯特兰郡，行政中心为維奎里村。市镇面积为833平方公里，人口数量为2,635人（2020年），人口密度为每平方公里3.3人。